# Jardin ferroviaire de Chatte
 (octobre 2023).
Si vous disposez d'ouvrages ou d'articles de référence ou si vous connaissez des sites web de qualité traitant du thème abordé ici, merci de compléter l'article en donnant les références utiles à sa vérifiabilité et en les liant à la section « Notes et références ».
Le jardin ferroviaire de Chatte, en Isère, est un parc paysager ouvert de mars à octobre au grand public.

## Une passion envahissante
Créé en 1987 entre Grenoble et Valence, le lieu reprend quelques codes et principes du jardin japonais, dérivants du niwaki : miniaturisation soignée et taille de la végétation en nuage, de sorte à conférer une atmosphère relaxante. Le délicat travail d'aménagement vise aussi à faire cohabiter de la façon la plus harmonieuse possible deux univers opposés, le végétal et le minéral.

## Le souci du détail
Le jardin, d'une surface de 1 300 m2, rassemble plus de deux cents espèces d'arbres et plantes. On peut y observer des scènes de la vie locale d'autrefois, c'est-à-dire de villages dauphinois. Le visiteur serpente dans un décor entremêlé de routes, lacs, rivières et montagnes, animé de maquettes : cyclistes, voitures, trams, personnages divers en costume, monuments et, bien entendu, trains. Au nombre d'une trentaine, ils se composent au total de 250 wagons, le tout à l'échelle 1:22,5. Le réseau monté représente, cumulé, plus d'un kilomètre de rails.
Il existe un partenariat avec d'autres curiosités locales, permettant aux amateurs d'acheter des billets de visite groupée.